# Idea Games
IDEA（又名IDEA Games），全稱Independent Developers Association，是一開放獨立遊戲開發者聯盟。該聯盟由位於捷克的三家獨立電子遊戲開發商：波希米亞互動工作室（Bohemia Interactive Studio）、Altar Games以及Black Element Software於2005年11月聯合成立。
IDEA提供了多方面的遊戲開發及出版的服務，例如有公關與市場支援、法律支援和發行商談判等等。除了提供給個別開始者的服務之外，IDEA亦成為了一個多個遊戲開發者之間建立合作關係的橋樑，開發商可以就此合作計畫製作遊戲等。

## IDEA品牌遊戲
- 波希米亞互動：
  - 武装突袭系列
- ALTAR Games：
  - UFO: Afterlight
  - Fish Fillets 2
- Black Element Software：
  - Alpha Prime

## 链接
- IDEA Games官方網頁（页面存档备份，存于）